# Satoshi Kojima
Satoshi Kojima (小島 聡?, Kojima Satoshi; Kōtō, 14 settembre 1970) è un wrestler giapponese.
Considerato uno dei più grandi wrestler giapponesi del XXI secolo, è stato il primo lottatore a detenere IWGP Heavyweight Championship e AJPW Triple Crown Heavyweight Championship in contemporanea, il quarto a vincere tutti e tre i titoli principali dei pesi massimi in Giappone (Triple Crown Heavyweight, IWGP Heavyweight e GHC Heavyweight Championship), e uno degli unici tre wrestler ad avere conquistato IWGP Heavyweight Championship, Triple Crown Championship e NWA Worlds Heavyweight Championship (gli altri sono Keiji Muto e Shinya Hashimoto).
Inoltre, in coppia con Hiroyoshi Tenzan ha conquistato sei volte l'IWGP Tag Team Championship; G1 Tag League e World's Strongest Tag Determination League nel medesimo anno. Lui e Tenzan sono stati anche campioni NWA World Tag Team.

## Carriera

### New Japan Pro-Wrestling (1991–2002)
Kojima entrò nell'NJPW Dojo nel febbraio 1991. Il 16 luglio dello stesso anno esordì come wrestler in un match contro il futuro partner di tag team Hiroyoshi Yamamoto (successivamente conosciuto come Hiroyoshi Tenzan) che vide prevalere quest'ultimo. Nel 1994 sconfisse Manabu Nakanishi nella finale della Young Lions Cup, vincendo il torneo. Alla fine dell'anno andò in Europa, dove lottò nella British Wrestling Federation di Orig Williams con il ring name Suzuki Karimoto. Quindi tornò nella NJPW nel gennaio 1996. Al suo arrivo, formò il tag team The Bull Powers con Nakanishi. Nel maggio 1997 i due sconfissero Riki Choshu & Kensuke Sasaki vincendo l'IWGP Tag Team Championship per la prima volta. Alla fine del 1998 si unì al nWo Japan, nella versione capeggiata da Keiji Muto. Kojima & Tenzan fecero coppia e successivamente conquistarono per due volte l'IWGP Tag Team Title.

### Major League Wrestling (2002–2003)
Il 26 settembre 2002, Kojima sconfisse Jerry Lynn vincendo il vacante MLW World Heavyweight Championship a New York. Difese con successo la cintura in cinque occasioni sia nella MLW sia nella All Japan Pro Wrestling. Complessivamente restò campione per 267 giorni, record per il titolo, prima di essere sconfitto da Mike Awesome il 20 giugno 2003.

### Ritorno nella NJPW (2010–presente)

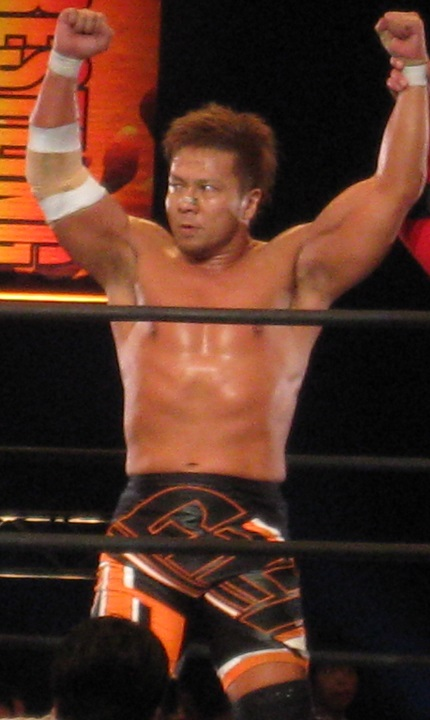
Kojima nell'agosto 2011

### Consejo Mundial de Lucha Libre (2017, 2024)
Il 28 giugno 2017 la federazione messicana Consejo Mundial de Lucha Libre (CMLL) annunciò che Kojima avrebbe esordito nella compagnia all'evento 2017 International Gran Prix. Il 1º settembre fu eliminato dalla competizione da Último Guerrero. Kojima prese anche parte all'evento tenutosi nella promozione Lucha Memes il 3 settembre, dove fu sconfitto da Hechicero.
Il 24 maggio 2024 tornò nella CMLL come membro del tag team CozyMAX (Okumura).

### Impact Wrestling (2021)
Nella puntata del 20 maggio 2021 di Impact!, fu mandato in onda un video promozionale per annunciare che Kojima stava arrivando nella Impact Wrestling come parte di un accordo tra Impact e NJPW. La settimana successiva a Impact!, Kojima debuttò sfidando Joe Doering dei Violent by Design a un match da disputarsi all'evento Against All Odds. All'evento fu sconfitto da Doering. Il 14 giugno a Impact!, in coppia con Eddie Edwards affrontò i membri del VBD Doering e Deaner per l'Impact World Tag Team Championship, ma senza successo. La settimana dopo a Impact!, in coppia con Jake Something sconfisse Brian Myers e Sam Beale, in quello che sarebbe stato il suo ultimo match nella compagnia.

### All Elite Wrestling (2021, 2023)
Il 25 agosto 2021 a Dynamite, Jon Moxley annunciò che avrebbe affrontato Kojima al PPV All Out. All'evento svoltosi il 5 settembre, Kojima fu sconfitto da Moxley. Il 25 giugno 2023 a Forbidden Door, partecipò all'annuale Owen Hart Foundation Men's Tournament, perdendo con CM Punk nei quarti di finale del torneo.

### Pro Wrestling Noah (2022–2023)
Il 30 aprile all'evento Majestic 2022, Kojima fu rivelato essere il partner misterioso di Naomichi Marufuji nel match contro Kinya Okada & Yoshiki Inamura. Vinsero Kojima e Marufuji. Poi Kojima sfidò Go Shiozaki per il GHC Heavyweight Championship dopo che Shiozaki aveva vinto il titolo vacante sconfiggendo Kaito Kiyomiya nel main event. Allo show CyberFight Festival 2022, Kojima sconfisse Shiozaki conquistando il GHC Heavyweight Championship per la prima volta e divenne il quarto wrestler giapponese a vincere tutti i maggiori titoli dei pesi massimi in Giappone, avendo già conquistato in carriera IWGP Heavyweight e Triple Crown Heavyweight Championship.

## Titoli e riconoscimenti
- All Japan Pro Wrestling
  - All Asia Tag Team Championship (1) – con Shiryu
  - AJPW Triple Crown Heavyweight Championship (2)
  - World Tag Team Championship (3) – con Taiyō Kea (1), Kaz Hayashi (1) e TARU (1)
  - BAPE STA!! Tag Tournament (2003) – con Apeman[21]
  - Champion Carnival (2003)
  - Ōdō Tournament (2023)
  - January 2 Korakuen Hall Heavyweight Battle Royal (2003)[22]
  - World's Strongest Tag Determination League – con Taiyō Kea (2002), Kaz Hayashi (2003), e Hiroyoshi Tenzan (2006, 2008)
- Major League Wrestling
  - MLW World Heavyweight Championship (2)[23]
  - MLW World Tag Team Championship (2) – con Shigeo Okumura
- National Wrestling Alliance
  - NWA World Heavyweight Championship (1)
  - NWA World Tag Team Championship (1) – con Hiroyoshi Tenzan
- New Japan Pro-Wrestling
  - IWGP Heavyweight Championship (2)
  - IWGP Tag Team Championship (7) – con Hiroyoshi Tenzan (6) e Manabu Nakanishi (1)
  - NEVER Openweight 6-Man Tag Team Championship (2) – con Matt Sydal & Ricochet (1), e David Finlay & Ricochet (1)
  - Super Grade Tag League/G1 Tag League – con Keiji Muto (1998),[24] e Hiroyoshi Tenzan (2001, 2008)
  - G1 Climax (2010)
  - Young Lion Cup (1994)[25]
  - Fighting Spirit Award (2001)[26]
  - Tag Team Best Bout (2000) con Hiroyoshi Tenzan vs. Manabu Nakanishi e Yuji Nagata il 9 ottobre[27]
- Nikkan Sports
  - Best Tag Team Award (2008) con Hiroyoshi Tenzan[28]
- Pro Wrestling Illustrated
  - 3º tra i migliori 500 wrestler singoli nei PWI 500 del 2005
  - 275º tra i migliori 500 wrestler singoli nei PWI Years del 2003
- Pro Wrestling Noah
  - GHC Heavyweight Championship (1)[29]
  - GHC Tag Team Championship (1) – con Takashi Sugiura
- Pro Wrestling Zero1-Max
  - Fire Festival (2003)
- Tokyo Sports
  - Best Tag Team Award (2000) con Hiroyoshi Tenzan
  - Fighting Spirit Award (2010)[30]
  - MVP Award (2005)[31]
- Wrestling Observer Newsletter
  - Tag Team of the Year (2001) con Hiroyoshi Tenzan